# جيمس جيلمان
جيمس جيلمان (17 مارس 1879 - 14 سبتمبر 1976) (بالإنجليزية: James Gilman)‏ هو لاعب كريكت بريطاني (وحمل سابقاً جنسية المملكة المتحدة لبريطانيا العظمى وأيرلندا).